# Oleoducto Trans-Israel
El oleoducto Trans-Israel (en hebreo: קו צינור אילת אשקלון; en inglés: Trans-Israel pipeline) es un oleoducto que atraviesa Israel procedente del Golfo de Áqaba en el mar Rojo hasta el mar Mediterráneo. Originalmente fue construido para transportar petróleo desde Irán a Israel y Europa, pero también puede ser usado en sentido contrario. La longitud del oleoducto es de 254 km, partiendo de un muelle especial en Ascalón y llegando al puerto de Eilat en el mar Rojo con una capacidad de transporte de 400.000 barriles por día (64.000 m3) en un sentido y 1,2 millones de barriles por día (190.000 m3) en la dirección opuesta. Es propiedad y está operado por Eilat Ashkelon Pipeline Company (EAPC), que también opera otros oleoductos en Israel.

## Historia
El oleoducto fue construido en 1968 fruto del acuerdo (joint venture) al 50% entre Israel e Irán. Desde la revolución islámica y la salida deReza Pahlavi de 1979, el oleoducto se paralizó.
En 2003, Israel y Rusia celebraron un acuerdo para suministrar a los mercados asiáticos petróleo ruso entregado en buques cisterna desde Novorossiysk con destino a Ashkelon y luego recargado en buques cisterna en Eilat para su envío a Asia . El petróleo fluiría entonces en la dirección opuesta a la esperada originalmente. Esta ruta, de Europa a Asia, es más corta que la tradicional en África y más barata que la que pasa por el Canal de Suez .
En diciembre de 2014, una brecha cerca del extremo sur del oleoducto provocó un derrame masivo de petróleo en la Reserva Natural de Evrona .
En septiembre de 2020 se alcanzó un acuerdo preliminar para transportar petróleo emiratí desde el mar Rojo al mar Mediterráneo a través del oleoducto.

### Demanda judicial de Irán
Tras la incautación del oleoducto en 1979, Irán presentó una reclamación de indemnización contra Israel. El 27 de junio de 2016, el Tribunal Federal Suizo sentenció el caso a favor de Irán, con una compensación de 1.100 millones de dólares, más intereses.